# Éliette Abécassisová

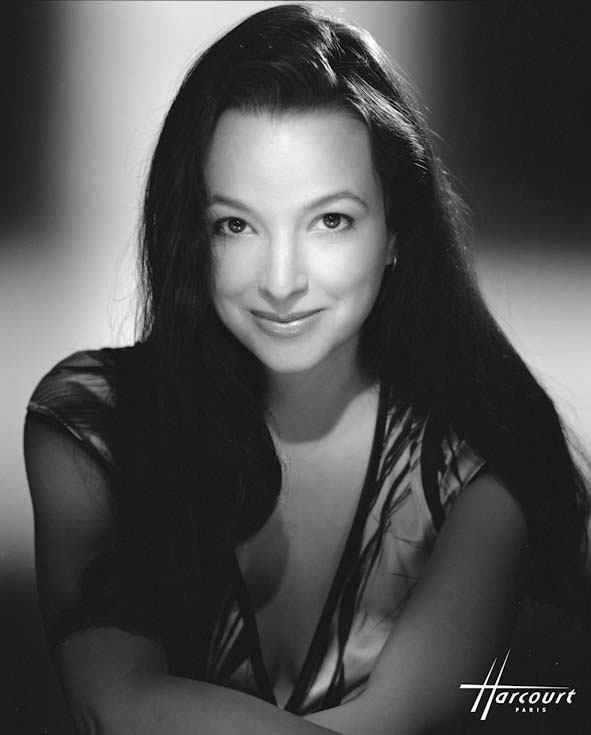
Éliette Abécassisová v roce 2006, fotografie Studio Harcourt, Paříž

Éliette Abécassisová (nepřechýleně Éliette Abécassis; * 27. ledna 1969 Štrasburk) je francouzská spisovatelka a historička, zabývající se dějinami židovského národa. Je dcerou filozofa a historika Armanda Abécassise. Studovala na významné pařížské vysoké škole École normale supérieure a přednáší filozofii na fakultě v Caen. Je praktikující židovkou a uznávanou znalkyní židovského náboženství a kultury.

## Literární dráha
Pro svůj první román s názvem Qumran, který vyšel v roce 1996, si spisovatelka vybrala téma spojené s archeologickým nalezištěm Kumrán (Qumrân) na suché planině u severozápadního břehu Mrtvého moře v Izraeli. Nespokojila se však se svými dosavadními znalostmi židovského světa, nýbrž provedla vlastní výzkum v Izraeli, a to v Jeruzalémě a přímo v Kumránu, ale také ve Spojených státech. Aby získala co nejpodrobnější informace, strávila tímto zkoumáním tři roky. Její velké úsilí se vyplatilo, ačkoliv několik známých vydavatelství zprvu odmítlo román uveřejnit. Až vydavatelství Ramsay, kde byla Éliette Abécassisová známá díky svému otci, její prvotinu přijalo s nadšením. Román měl okamžitě po svém prvním vydání velký úspěch a byl od té doby přeložen do osmnácti jazyků.

## Dílo
- Qumran, 1996
- L'Or et la cendre, 1997
- Petite Métaphysique du meurtre, 1998
- La Répudiée, 2000
- Le Trésor du temple, 2001
- Mon père, 2002
- Clandestin, 2003
- La Dernière Tribu, 2004
- Un heureux événement, 2005
- Le Corset invisible, 2007
- Le Livre des Passeurs, 2007 (spolu s otcem)
- Mère et fille, un roman, 2008
- Sépharade, 2009
- Le Messager, 2009 (spolu s Markem Crickem)